# Who Wants to Live Forever
«Who Wants to Live Forever» (с англ. — «Кто хочет жить вечно») — песня английской рок-группы Queen с альбома A Kind of Magic. Написана Брайаном Мэем. Песня была выпущена в виде сингла с песней «Killer Queen» на стороне «Б». Сингл сразу обрёл большую популярность среди поклонников группы, и песня попала в сборник Greatest Hits II.

## Песня
Отличительной особенностью песни является то, что в ней принимает участие симфонический оркестр. Все музыканты играют не на традиционных для рок-групп инструментах, например Джон Дикон играет свою партию на контрабасе, Роджер Тейлор — на симфонических барабанах, а Брайан Мэй, помимо гитары, также играет на органе.
«Who Wants to Live Forever» была одной из основных музыкальных композиций фильма «Горец» (1986) режиссёра Рассела Малкэхи и впоследствии использовалась как саундтрек к ряду телепродолжений.
В фильме «Горец» всю песню исполняет Фредди Меркьюри, но на пластинке первый куплет и еще несколько строк исполняет Мэй.

## Кавер-версии
- В 1992 году на Концерте памяти Фредди Меркьюри песню исполнил британский певец Seal[4].
- В 1997 году Сара Брайтман сделала кавер-версию, которая вошла в альбом Time to Say Goodbye/Timeless[5], а также была выпущена отдельным синглом[6].
- В 2009 году валлийская оперная певица Кэтрин Дженкинс перепела песню в оперной манере в своем альбоме Believe[7].
- В 2009 году Амори Вассили выпустил альбом «Vincerò[англ.]», в трек-листе которого была и эта песня[8].